# 京都エクスプレス (京都 - 松山線)
京都エクスプレス（きょうとエクスプレス）は京都府京都市・大山崎町、大阪府高槻市と愛媛県東温市・松山市を結んでいた高速バス路線である。
なお、京都エクスプレスは 伊予鉄バスの呼称であり、京阪バスは 京都・松山線と表記していた。
また、全便座席指定制のため、乗車するには原則として予約が必要であった。

## 歴史
- 2002年10月12日:運行開始。
- 2004年12月1日:名神大山崎、名神高槻に停車
- 2008年7月28日:松山室町営業所まで延長
- 2019年1月20日:余戸南IC停車開始
- 2024年3月31日:路線廃止（「オレンジライナーえひめ（大阪線）」の一部便を京都駅八条口まで延伸し、路線を統合）[1]。

## 運行会社
- 京阪バス（洛南営業所）
- 伊予鉄バス（松山室町営業所）
- 2往復運行しており、各会社がそれぞれ1往復ずつを担当していた

（ただし、2024年1月より、松山発朝便と京都発午後便の1往復のみの運行に縮小されていた（全便を伊予鉄バスが担当））。

## 停車停留所
京都駅八条口 - 名神大山崎 - 名神高槻 - 川内IC - 松山インター口 - 余戸南IC - 松山市駅 - 大街道 - 松山室町営業所

（上り便については、松山室町営業所 - 松山市駅 - 大街道 - 余戸南ICの順に停車）
※途中、神戸淡路鳴門自動車道 の  室津パーキングエリアと  徳島自動車道の 吉野川サービスエリアでそれぞれ10分程度休憩していた。

## 運行経路
- 京都市南区内 - 国道1号 - 京都南IC - 名神高速道路 - 中国自動車道 - 山陽自動車道 - 神戸淡路鳴門自動車道 - 高松自動車道 - 徳島自動車道 - 松山自動車道 - 松山IC - 松山外環状道路 - 国道56号 - 松山市内

## 車内設備
- 4列シート（京阪バス担当便は可動枕付き4列大型シート）
- フットレスト（両社便ともにあり）
- トイレ（両社便ともにあり）
- 読書灯（両社便ともにあり）
- 座席コンセント（両社便ともにあり）

## 運行車両
- 京阪バス・伊予鉄バス共に、新型の日野・セレガ ハイデッカーで運行されていた。
- かつて京阪バスは、三菱ふそう車を中心に運行していたが、2015年に座席コンセント・大型シートの設備がある、新型日野・セレガが専属車として導入された。